# Michail Anatoljevič Vasenkov
Michail Anatoljevič Vasenkov (rusky: Михаи́л Анато́льевич Васенко́в; 9. října 1942, Kuncevo – 6. dubna 2022) byl sovětsko-ruský plukovník, fotoreportér a špión, Hrdina Sovětského svazu (1990). Byl součástí programu Illegals.

## Životopis
Narodil se 9. října 1942 ve městě Kuncevo v Moskevské oblasti (nyní ve městě Moskva) do dělnické rodiny.
V roce 1965 promoval s vyznamenáním a zlatou medailí na Moskevské vyšší vševojskové velitelské škole RSFSR . Od roku 1966 působil v orgánech státní bezpečnosti. V roce 1968 absolvoval dvouleté kurzy pro operační pracovníky se znalostí cizích jazyků na Vyšší škole Výboru pro státní bezpečnost (KGB) při Radě ministrů SSSR pojmenované po F. E. Dzeržinském. Mluvil plynně španělsky a anglicky a částečně francouzsky.
Sloužil v ředitelství "C" (nelegální zpravodajství) Prvního hlavního ředitelství (zahraniční rozvědka) KGB pod Radou ministrů SSSR - KGB, Zahraniční rozvědce Ruské federace (SVR Ruska). V práci ve zvláštních podmínkách od roku 1975. Pracoval ilegálně v cizích zemích, včetně Španělska a Peru.
V lednu 1976 přicestoval Vasenkov do Španělska, podle některých zdrojů z Kuby, podle jiných z Mexika . Dne 13. března 1976 přijel ze Španělska do Peru s pasem občana Uruguaye na jméno Juan José Lázaro Fuentes. Měl u sebe dopis na hlavičkovém papíře španělské tabákové společnosti, že byl vyslán na služební cestu, aby prozkoumal peruánský trh. O dva roky později předložil tento dopis, kopii pasu a kopii uruguayského rodného listu ministerstvu vnitra Peru a požádal o občanství této země. V roce 1979 bylo vyhověno jeho žádosti o občanství. V roce 1983 se oženil s peruánskou novinářkou Vicky Pelaezovou a v roce 1985 se s ní a jejím synem z jejího předchozího manželství přestěhoval do New Yorku . Tam se páru narodil syn. Nejstarší adoptivní syn se stal hudebníkem a nejmladší architektem . Vasenkov-Lazaro měl černý pás v karate . Ve Spojených státech nastoupil na Newyorskou univerzitu a obhájil doktorskou disertační práci z filozofie, po které byl jeden semestr na učitelském postu. Pracoval také jako reportážní fotograf, což se hodilo pro zakrývání jeho zpravodajských aktivit.
Během nelegálního pobytu získával cenné politické informace, které byly vysoce ceněny. Při plnění úkolů vždy prokazoval svou vrozenou zdrženlivost, odhodlání, odvahu v kombinaci s opatrností. Byl charakterizován jako pracovitý, čestný a skromný zaměstnanec, náchylný k práci spojené s rizikem a potřebou projevit vůli, odvahu a vynalézavost.
Zemřel 6. dubna 2022 ve věku 80 let.

## Ocenění
- Řád rudé hvězdy

- medaile Za bezchybnou službu 3. třídy

- Hrdina Sovětského svazu

- Leninův řád

- medaile Za bezchybnou službu 2. třídy